# Brong-Ahafo
7°48′N 1°42′V / 7.800°N 1.700°V
Brong-Ahafo er en region i Ghana. Den grænser mod nord til Northern-Regionen, mod syd til  Ashanti , mod sydvest til  Western-Regionen, mod sydøst til Eastern-Regionen, mod vest til Elfenbenskysten og mod øst til  regionen Volta. Administrationsbyen er Sunyani. Indbyggerne hører hovedsageligt til  Akanfolket, som udgør 99.4% af befolkningen.
Regionen er ikke så kendt  blandt turister som andre dele af landet. De vigtigste seværdigheder er Kintampo med store vandfald, og abelandsbyen Fiema.